# Round Mountain (Teksas)
Round Mountain – miasto w Stanach Zjednoczonych, w stanie Teksas, w hrabstwie Blanco.